# Cianur escumós
Cianur escumós (títol original: Sparkling Cyanide) és un telefilm americà dirigit per Robert Michael Lewis, difós el 5 de novembre de 1983 a la BBC al Regne Unit. És una adaptació de la novel·la Cianur escumós d'Agatha Christie i és interpretada per Anthony Andrews, Deborah Raffin, Pamela Bellwood i Nancy Marchand. Ha estat doblada al català.

## Argument
La bella Rosemary Barton, esposa d'un important advocat, mor de sobte durant la seva festa d'aniversari en un restaurant exclusiu, després haver begut una copa de xampany que una anàlisi química revela enverinada amb una dosi letal de cianur. El cas primer és considerat com un clar suïcidi, lligat als recents problemes emotius de la dona, però després de diversos testimonis, entre els quals el del periodista Tony, amic de Rosemary, de visita en els Estats Units des d'Anglaterra, la policia abandona la primera pista i es concentra sobre l'homicidi: no falten sospitosos, i tots eren presents a la taula en el moment de l'assassinat. I quan també el marit de Rosemary, George, mor en les mateixes circumstàncies, Tony, que resulta ser un detectiu i no un periodista, ajuda el comissari Kemp a resoldre el cas.

## Repartiment
- Anthony Andrews: Tony Browne
- Deborah Raffin: Iris Murdoch
- Pamela Bellwood: Ruth Lessing
- Nancy Marchand: Lucilla Drake
- Josef Sommer: George Barton
- David Huffman: Stephan Farraday
- Christine Belford: Rosemary Barton
- June Chadwick: Sandra Farraday
- Barrie Ingham: Eric Kidderminster
- Harry Morgan : Capità Kemp
- Anne Rogers: Viola Kidderminster
- Michael Woods: Victor Drake
- Shera Danese: Christine Shannon
- Ismael Carlo: Forense
- Linda Hoy: Propietari del vaixell
- Abby Haman: Cantant del cabaret
- Eric Sinclair: Charles

## Producció
La pel·lícula és la tercera d'una sèrie de 8 pel·lícules per la televisió treta d'altres novel·les d'Agatha Christie i produïdes per la Warner Bros. Television per la CBS, i ha estat rodada a Los Angeles, Califòrnia.

## Distribució
La pel·lícula va ser transmesa als Estats Units el 5 novembre de 1983 a la xarxa de televisió CBS.